# Today (песен на Мелани Би)
„Today“ е шестият сингъл на английската поп певица Мелани Браун, издаден на 13 юни 2005.
Песента се задържа на 41-во място в класацията за сингли на Великобритания UK Singles Chart.